# Чатовий

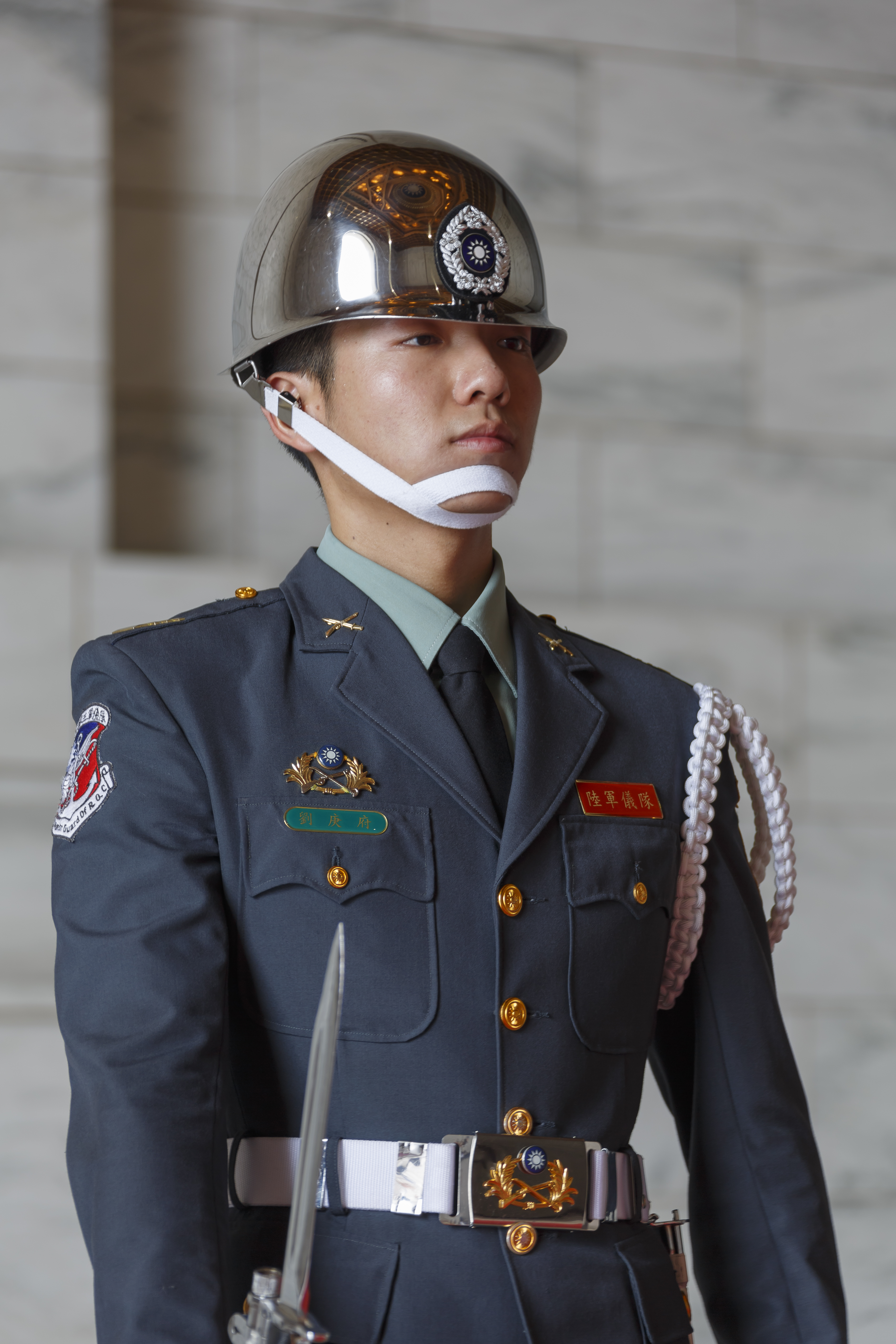
Чатовий Китайської Республіки

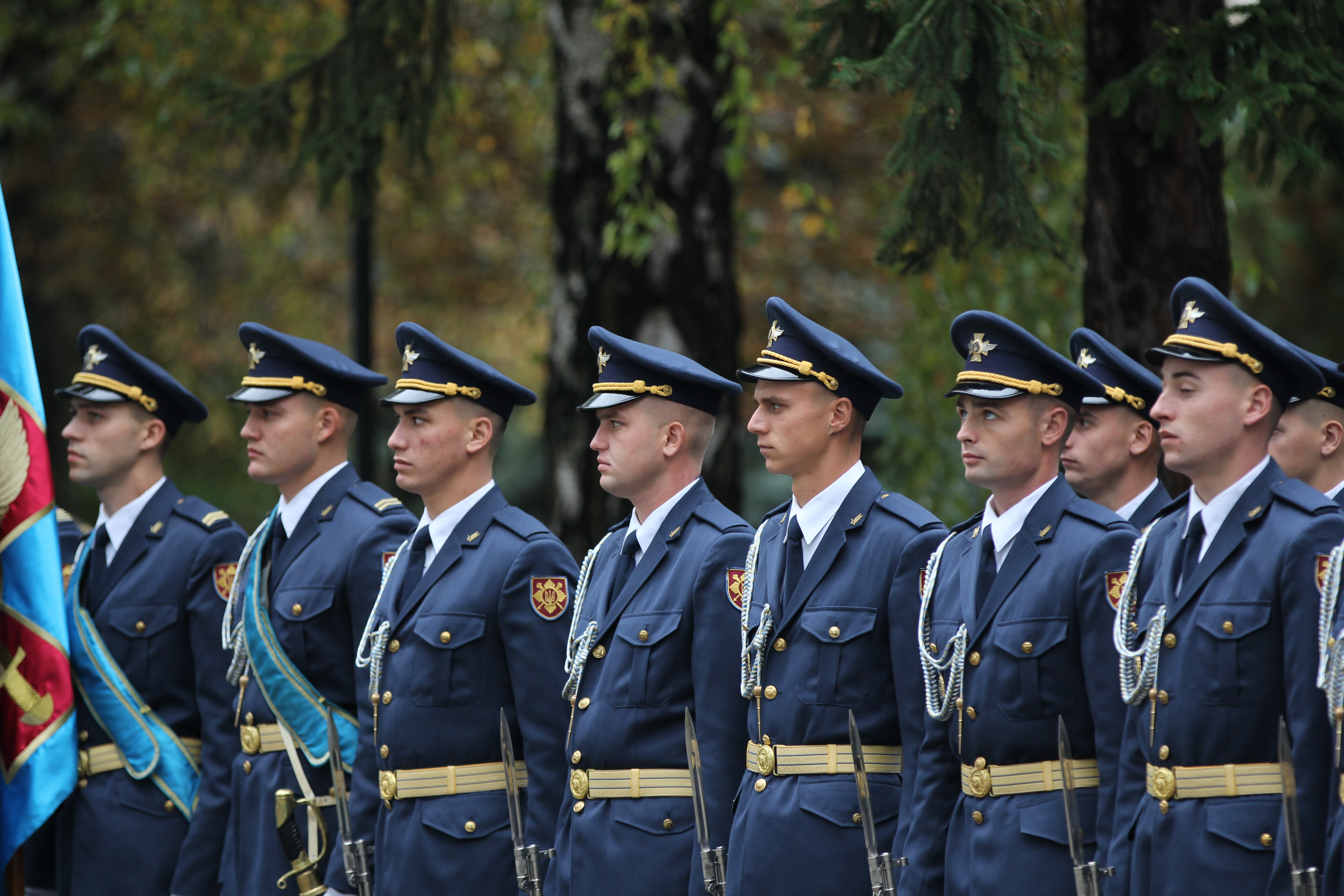
Батальйон почесної варти українського Президентського полку

Чатовий  — озброєний вартовий, який виконує бойове завдання з охорони й оборони дорученого йому поста.

## Недоторканність чатового
Чатовий є особою недоторканною. Недоторканність чатового полягає у:
- особливій охороні законом його прав та особистої гідності
- підпорядкуванні його лише певним особам — начальнику варти, його помічникові та своєму розвідному
- обов'язку всіх осіб неухильно виконувати вимоги чатового, визначені його службою
- наданні йому права застосування зброї у випадках, визначених Статутом.

## Обов'язки
Чатовий зобов'язаний:
- пильно охороняти та стійко обороняти свій пост, нічим не відволікатися, не випускати з рук зброї й нікому не віддавати її, включаючи осіб, яким він підпорядкований;
- під час виконання завдання на посту тримати зброю зарядженою, завжди готовою до застосування (при цьому патрон у патронник не досилати);
- рухаючись визначеним маршрутом, уважно оглядати підступи до поста й огорожу та доповідати через засоби зв'язку про хід несення служби у визначені табелем постів строки;

- не допускати до поста ближче, ніж на відстань, визначену в табелі постів, та позначки на місцевості нікого, крім начальника варти, помічника начальника варти й свого розвідного та осіб, яких вони супроводжують, а також чергового варт (військової частини) у випадку, визначеному в статті 231 Статуту;
- Не залишати пост ні в якому разі доки чатового не змінять або знімуть з посту
- знати маршрут руху транспортних засобів варти, а також їх розпізнавальні знаки й сигнали;
- уміти застосовувати засоби пожежогасіння, які є на посту;
- викликати начальника варти у разі виявлення будь-яких неполадок в огорожі об'єкта (на посту) та за будь-якого порушення поблизу свого чи сусіднього поста;
- почувши сигнал технічних засобів охорони або гавкання вартового собаки, негайно доповісти до вартового приміщення;
- віддавати військове вітання начальникам, яким він підпорядкований, а також іншим начальникам, які прибули на пост в їх супроводі, згідно з правилами, визначеними Стройовим статутом Збройних Сил України.

Чатовому забороняється:

Положення зброї у чатового на посту (додаток 13 до Статуту гарнізонної та вартової служб)

- сидіти, притулятися до чого-небудь, спати
- курити, розмовляти, їсти, пити
- читати, писати
- справляти природні потреби
- передавати і приймати будь-які предмети
- досилати без потреби патрон у патронник
- заходити в зону дії технічних засобів охорони